# ATP Challenger Meknès
Das ATP Challenger Meknès (offizieller Name: Morocco Tennis Tour Meknès) war ein von 2008 bis 2016 ausgetragenes Tennisturnier in Meknès, Marokko. Es ist Teil der ATP Challenger Tour und wurde im Freien auf Sandplatz ausgetragen. Daniel Muñoz de la Nava und Maximilian Marterer gewannen mit je einem Titel in Einzel und Doppel das Turnier mehr als einmal.

## Liste der Sieger

### Einzel
| Jahr | Sieger                  | Finalgegner             | Ergebnis       |
| ---- | ----------------------- | ----------------------- | -------------- |
| 2016 | Maximilian Marterer     | Uladsimir Ihnazik       | 7:63, 6:3      |
| 2015 | Daniel Muñoz de la Nava | Roberto Carballés Baena | 6:4, 6:2       |
| 2014 | Kimmer Coppejans        | Lucas Pouille           | 4:6, 6:2, 6:2  |
| 2013 | Cedrik-Marcel Stebe     | Yannik Reuter           | 6:1, 4:6, 6:2  |
| 2012 | Jewgeni Donskoi         | Adrian Ungur            | 6:1, 6:3       |
| 2011 | Jaroslav Pospíšil       | Guillermo Olaso         | 6:1, 3:6, 6:3  |
| 2010 | Oleksandr Dolhopolow    | Rui Machado             | 7:5, 6:2       |
| 2009 | Rui Machado             | David Marrero           | 6:2, 6:76, 6:3 |
| 2008 | Iván Navarro            | Jiří Vaněk              | 6:4, 6:4       |

### Doppel
| Jahr | Sieger                                    | Finalgegner                            | Ergebnis          |
| ---- | ----------------------------------------- | -------------------------------------- | ----------------- |
| 2016 | Luca Margaroli Mohamed Safwat             | Pedro Martínez Oriol Roca Batalla      | 6:4, 6:4          |
| 2015 | Kevin Krawietz Maximilian Marterer        | Gianluca Naso Riccardo Sinicropi       | 7:5, 6:1          |
| 2014 | Hans Podlipnik-Castillo Stefano Travaglia | Gerard Granollers Jordi Samper Montaña | 6:2, 6:72, [10:7] |
| 2013 | Alessandro Giannessi Gianluca Naso        | Gerard Granollers Jordi Samper Montaña | 7:5, 7:63         |
| 2012 | Adrián Menéndez Jaroslav Pospíšil         | Gerard Granollers Iván Navarro         | 6:3, 3:6, [10:8]  |
| 2011 | Treat Huey Simone Vagnozzi                | Alessio di Mauro Alessandro Motti      | 6:1, 6:2          |
| 2010 | Pablo Andújar Flavio Cipolla              | Oleksandr Dolhopolow Artem Smyrnow     | 6:2, 6:2          |
| 2009 | Marc López Lamine Ouahab                  | Alessio di Mauro Giancarlo Petrazzuolo | 6:3, 7:5          |
| 2008 | Alberto Martín Daniel Muñoz de la Nava    | Michail Jelgin Juri Schtschukin        | 6:4, 6:72, [10:6] |